# П'єр Луї
П'єр Луї́ (фр. Pierre Louis; літературні твори видавав під орфографічно дещо зміненим ім'ям П'єр Луїс Pierre Louÿs; 1870 — 1925, Париж) — французький поет і прозаїк. Поряд з де Садом, Верленом і Мірабо вважається майстром французької еротичної літератури.

## Біографія
П'єр Луїс навчався у Вищій школі (фр. École Alsacienne) в Парижі одночасно з Андре Жідом, з яким товаришував. Вже бувши студентом, він писав літературні тексти та редагував журнал, а також мав контакти з літературним рухом Парнасу та його протагоністами, такими як Леконт де Лісл або Жозе-Марія де Ередіа, з донькою якого Луїзою Луїс одружився у 1899 році; він також мав стосунки з її молодшою сестрою Марі (дружиною Анрі де Реньє). Були також зв'язки з французькими символістами.
У 1891 році він заснував літературний журнал La Conque, який публікував парнасців та символістів: окрім вже відомих авторів, таких як Малларме, Мореас, Леконт де Ліст чи Верлен, там друкувалися ще невідомі на той час поети, такі як Валері, Андре Жід, Жан де Тінан та сам Луїс. Багато його творів надихали музикантів, художників, малювальників і кінематографістів на створення власних творів. Оскар Уайльд присвятив йому свою «Саломею». Луїс вів широке листування з літературними діячами та інтелектуалами свого часу, лише частина якого була опублікована на сьогодні.
Попри літературний успіх, П'єр Луїс помер самотнім і збіднілим у віці 54 років. Похований на кладовищі Монпарнас у Парижі.

## Літературний твір
Його перша збірка віршів «Астарта» з'явилася в 1894 році, а потім «Пісні Білітіса» — його найвідоміший твір і одна з найвідоміших фальсифікацій в історії літератури.

### Роман
Його перший роман «Афродіта» (звичаї античности) був опублікований у 1896 р. Книжка, з її атмосферою витонченої природної чуттєвості, радості життя й насолод, здобула значного успіху як у літературних колах, так і серед широкої публіки.
Наступний роман 1898 року «Жінка й паяц» (інший варіант перекладу — "Жінка та лялька") вважається його найважливішим твором. До естетично-еротичної привабливості, вже присутньої в його першій книжці, в цьому романі додаються драматичні елементи. У своєму творі Луїс створює картину складного емоційного світу людей свого часу. Роман став основою для низки інсценізацій та екранізацій, таких як музична драма «Кончіта» (1911) Зінгаріні та Вокера з музикою Ріккардо Зандонаї, фільм Йозефа фон Штернберга «Диявол — це жінка» (1935) з Марлен Дітріх, «Жінка й блазень» Жюльєна Дювів'є з Бріджіт Бардо (1959) і, нарешті, «Цей неясний об'єкт бажання» (1977) Луїса Бунюеля.
Незважаючи на нестатки, які перешкоджали творчості, він все ж написав «Пригоди короля Паузоле» (1901). На початку ХХ століття він майже не публікував нових творів, чи то через фінансові проблеми, чи то з особистих причин. Він лише видав збірку своїх статей, розкиданих по газетах і журналах, у вигляді книги.

### Пізні твори
Дивно, але його найкращі вірші датуються періодом після 1917 року, але вони були опубліковані лише анонімно, як Isthi, або взагалі не були опубліковані за його життя, як Poëtique, його ліричний шедевр, і Pervigilium mortis. Його глибоко песимістичні Derniers vers досі не опубліковані. Ключовий роман «Три доньки їхньої матері» розповідає про його заплутані стосунки з матір'ю та доньками Ередіа.
Протягом своєї письменницької кар'єри Луїс неодноразово писав велику кількість еротичних курйозів. Ці часто іронічні та пародійні прозові твори у формі травестії переосмислюють теми та матеріал його серйозних творів.

## Бібліографія

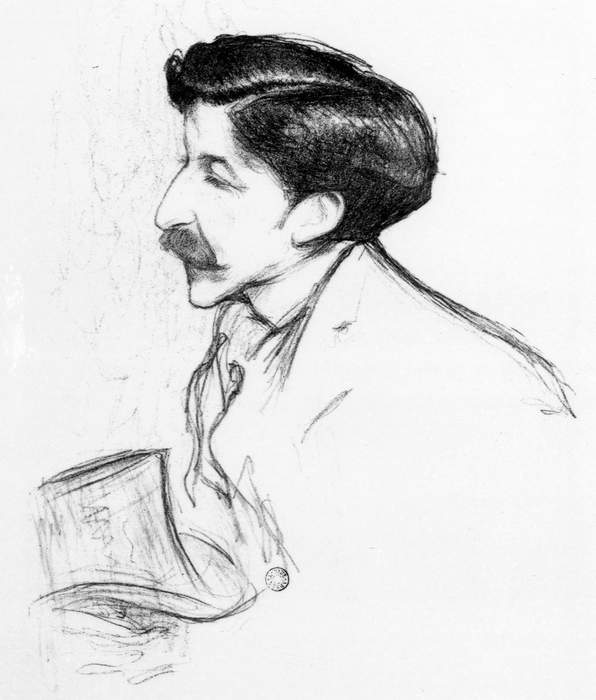
П'єр Луї. Портрет роботи Генрі Батая

### Бібліотека
П'єр Луїс володів бібліотекою, що налічувала близько 20 000 томів, з великою колекцією класичних античних авторів, серед яких було чимало унікальних екземплярів. Плід його довічного інтересу до античності — переклади грецьких поетів французькою мовою.

### Поетичні твори
- Astarté, 1891
- Lêda ou la louange des bienheureuses ténèbres, 1894
- Ariane ou le chemin de la paix éternelle, 1894
- La Maison sur le Nil ou Les apparences de la vertu, 1894
- Les Chansons de Bilitis, 1894
- Danaë ou le malheur, 1895
- Aphrodite — Mœurs Antiques, 1896
- La Femme et le pantin, 1898
- Byblis ou l'enchantement des larmes, 1898
- Les Aventures du roi Pausole, 1901
- Pervigilium Mortis (nicht veröffentlicht), 1917
- Isthi 1917
- Poëtique 1917
- Manuel de civilité pour les petites filles à l'usage des maisons d'éducation 1926
- Trois Filles de leur mère 1926
- Pybrac 1927

### Щоденники та листи
- Mon Journal (20. Mai 1888–14. März 1890), hrsg. v. Alban Cerisier, 2003
- Mille Lettres inédites de Pierre Louÿs à Georges Louis 1890—1917, hrsg. v. Jean-Paul Goujon, Fayard.
- José-Maria de Heredia: Correspondance inédite, hrsg. v. Jean-Paul Goujon. Editions Honoré Champion 2006.

## Українські переклади
Іван Франко 1899 року переклав «міфологічне оповідання» П'єра Луї «Бібліс» (Літературно-науковий вісник, 1899, кн. 9, с. 314-322). Дві поезії П'єра Луї (обидві під назвою «Пісня») переклав Юрій Липа (там само, 1927, кн. 9, с. 11 та 24). 2024 року львівське видавництво «Апріорі» опублікувало переклад роману П'єра Луї «Афродіта» в перекладі Володимира Германа.
- П'єр Луїс. Афродіта. Роман. Пер. з фр. Володимир Герман. — Львів: видавництво «Апріорі», 2024.